# Sphinx weryi
Sphinx weryi är en fjärilsart som beskrevs av Charles E. Rungs 1977. Sphinx weryi ingår i släktet Sphinx och familjen svärmare. Inga underarter finns listade i Catalogue of Life.